# Анто Джапич
Анто Джапич (хорв. Anto Đapić; нар. 22 серпня 1958, Чапразліє, Лівно) — хорватський праворадикальний політик, депутат парламенту Хорватії п'ятьох скликань (здобував мандат на виборах 1992, 1995, 2000, 2003 та 2007 років), колишній голова Хорватської партії права (ХПП) та колишній мер Осієка.

## Життєпис
1991 року вступив у Хорватську партію права, а після вбивства Анте Параджика тимчасово призначений заступником голови партії, а також тимчасовим виконувачем обов'язків начальника штабу ХОС до 1 липня 1992 р.
1992 р. вперше обраний депутатом хорватського парламенту. У липні 1993 р. виключений із партії.. Поки Парага перебував у США, прихильники Джапича 11 вересня 1993 р. організували партійний з'їзд, де його було обрано головою ХПП. Суд постановив, що Джапич має право використовувати назву ХПП. Того ж року на виборах його партія набрала 5,1 % голосів, саме стільки, скільки потрібно для входження до парламенту. Попередній голова ХПП Доброслав Парага стверджував, що Джапича було обрано незаконно, тому колишній керівник партії пізніше створив нову партію «Хорватська партія права 1861», яка так і не пройшла на жодних парламентських виборах, починаючи з 1993 р.
10 квітня 1997 взяв участь у святкуванні у Спліті річниці заснування Незалежної Держави Хорватія, а в жовтні 2003 р. відхрестився від усташівського руху, називаючи його чи то програшним, чи то згубним (хорв. gubitničkim).
Після провалу на президентських виборах 2000 р., де Джапич зайняв лише п'яте місце, він намагався змінити сприйняття своєї партії серед виборців, виступаючи проти існування Міжнародного трибуналу щодо колишньої Югославії, дотримуючись євроскептичних поглядів і сповідуючи соціальний консерватизм. Порівняв можливе юридичне визнання одностатевих шлюбів із Содомом і Гоморрою.
2005 року голоси членів партії Бранимира Главаша Хорватський демократичний альянс Славонії і Барані допомогли йому стати мером Осієка. Коли наступний мер Осієка Гордан Маткович у січні 2009 подав у відставку, 23 січня 2009 Джапич знову обійняв посаду голови цього міста. На цій посаді залишався лише кілька місяців до місцевих виборів у травні 2009 р.
Одружений, має дочку.